# آلوارو مدران
آلوارو مدران (انگلیسی: Álvaro Medrán؛ زادهٔ ۱۵ مارس ۱۹۹۴) بازیکن فوتبال اهل اسپانیا است که برای تیم الاتفاق عربستان در پست هافبک بازی می‌کند.

## عرصه‌ی باشگاهی
او در شهر دوس تورس استان کوردوبا زاده شد، قبل از اینکه در سال ۲۰۱۱ و در ۱۷ سالگی به تیم‌های پایه رئال مادرید ملحق شود، برای تیم‌های جوانان محلی بازی می‌کرد.
بعد از راهیابی به تیم سی در تابستان ۲۰۱۳، مدران اولین بازی رسمی‌اش را برای تیم بی در ۲۳ فوریه ۲۰۱۴ در لیگا ادلانته انجام داد، در آن بازی برابر رئال ساراگوسا او در نیمه دوم به عنوان یار تعویضی به میدان آمد. او اولین گل دوران حرفه ایش را در ۳۱ می، در پیروزی ۲-۱ برابر سابادل به ثمر رساند.
مدران اولین بازیش در لا لیگا و برای تیم اول را ۱۸ اکتبر انجام داد، او دقیقه ۷۹ در پیروزی ۵-۰ برابر لوانته، به جای لوکا مودریچ به میدان آمد. ۹ دسامبر هنگامی که اولین حضورش در لیگ قهرمانان اروپا را تجربه کرد، توانست اولین گلش در رده بزرگسالان را برای رئال مادرید به ثمر برساند، او که در دقیقه هشتاد و سوم به جای گرت بیل وارد زمین شد، پنج دقیقه بعد دروازه لودوگورتس را باز کرد. این بازی ۴-۰ به سود رئال پایان یافت.